# Mentha requienii
Bạc hà Corse (Mentha requienii) là một loài cỏ thuộc chi bạc hà, bản địa Corse, Sardegna, Pháp, và lục địa Ý. Thân cây cap 3–10 cm với lá dài 2–7 mm.